# Dicranophragma upsilon
Dicranophragma upsilon là một loài ruồi trong họ Limoniidae. Chúng phân bố ở miền Cổ bắc.